# Диалог у телевизора
— Ой, Вань, гляди, какие клоуны!

Рот — хочь завязочки пришей…

Ой, до чего, Вань, размалёваны,

И голос — как у алкашей!
«Диалог у телевизора» («Ой, Вань, смотри, какие клоуны…», «Ой, Вань, гляди, какие клоуны…») — песня Владимира Высоцкого, созданная в 1972—1973 годах. Авторские варианты названия: «Семейный цирк», «Диалог», «Диалог в цирке», «Диалог в цирке, или Диалог у телевизора», «Диалог в цирке, или У телевизора дома», «Диалог у телевидения», «Диалог у телевизора, или Диалог в цирке», «Зарисовка», «Семейная картинка, или Диалог у телевизора», «Случай в цирке». Первое известное исполнение песни автором произошло в январе 1973 года на концертах в Ленинграде. На русском языке стихотворение было издано при жизни поэта в 1977 году в Париже во второй части сборника «Песни русских бардов», а осенью того же года песня вышла во Франции на пластинке «Натянутый канат» (фр. La corde raide). В 1979 году текст «Диалога» наряду с другими стихотворениями Высоцкого был включён в неподцензурную антологию поэзии и прозы двадцати трёх известных писателей — альманах «Метрополь» (составители Василий Аксёнов, Андрей Битов и другие), публикация которого в США стала поводом к нападкам и гонениям на его составителей и участников. В СССР песня была опубликована после смерти поэта, в 1981 году, в сборнике стихов «Нерв», а в 1990 году была включена в пластинку фирмы «Мелодия» «Затяжной прыжок».
«Диалог у телевизора» представляет собой песенную пьесу для двух персонажей. Её герои — супруги Ваня и Зина — ведут беседу у телевизора, в которой бытовые вопросы чередуются с обсуждением циркового представления. Песня, насыщенная элементами советского быта 1970-х годов, воссоздаёт атмосферу того времени; в ней присутствуют узнаваемые символы и бытовые подробности, воспроизводящие общественные настроения в СССР второй половины XX века. Исследователи включают произведение в различные поэтические циклы Высоцкого, обнаруживают в нём влияние как комических куплетов, популярных в 1950-х годах, так и рассказов Михаила Зощенко. Реплики героев песни в течение десятилетий обрели характер крылатых выражений и пополнили словари современных афоризмов.

## Сюжет и герои
Песня Высоцкого, по замечанию искусствоведа Наталии Рубинштейн, представляет собой своеобразную «пьесу с разработанной мизансценой», тщательно прописанными декорациями и двумя персонажами. Сюжет произведения формируется их репликами, а сам диалог сводится к обсуждению диаметрально противоположных тем: одна из них — далёкая от повседневных реалий — связана с искусством цирка и его артистами; другая — рутинная, приземлённая — касается бытовых и производственных вопросов. Супруги Ваня и Зина — горожане; она трудится на швейной фабрике, он ходит на «службу», где целый день «кувыркается», решая вопросы, возможно, «на уровне самого мелкого, но — функционера-управленца». Накопившуюся усталость и напряжение герой обычно снимает «через магазин»; домашние вечера проходят по заданной схеме: «поешь — и сразу на диван».
Сидя перед телевизором, Ванина жена поневоле сравнивает яркую, праздничную атмосферу манежа со своей жизнью. Понимая, что блеск и красота циркового действа далеки от её собственного существования, Зина как инициатор контакта вслух комментирует увиденное и выносит на обсуждение насущные вопросы. Ваня, вынужденно поддерживая диалог, реагирует на реплики супруги шутливо, устало либо агрессивно. Её попытки достучаться до сознания мужа всякий раз начинаются с предложения взглянуть на экран: «Ой, Вань! Смотри, какие клоуны!». Эмоционально отреагировав на очередной номер, героиня автоматически переключается на семейные дела: «А у тебя, ей-богу, Вань, / Ну все друзья — такая рвань». Ванины способы самозащиты неуклюжи: он то стремится добавить элементы благородства в образы своих собутыльников («Зато не тащут из семьи»), то напоминает жене о сомнительных эпизодах из её биографии («А у тебя самой-то, Зин, / Приятель был с завода шин…»), то задаёт встречные — изобличающие — вопросы («Кто мне писал на службу жалобы? / Не ты? Да я же их читал!»).

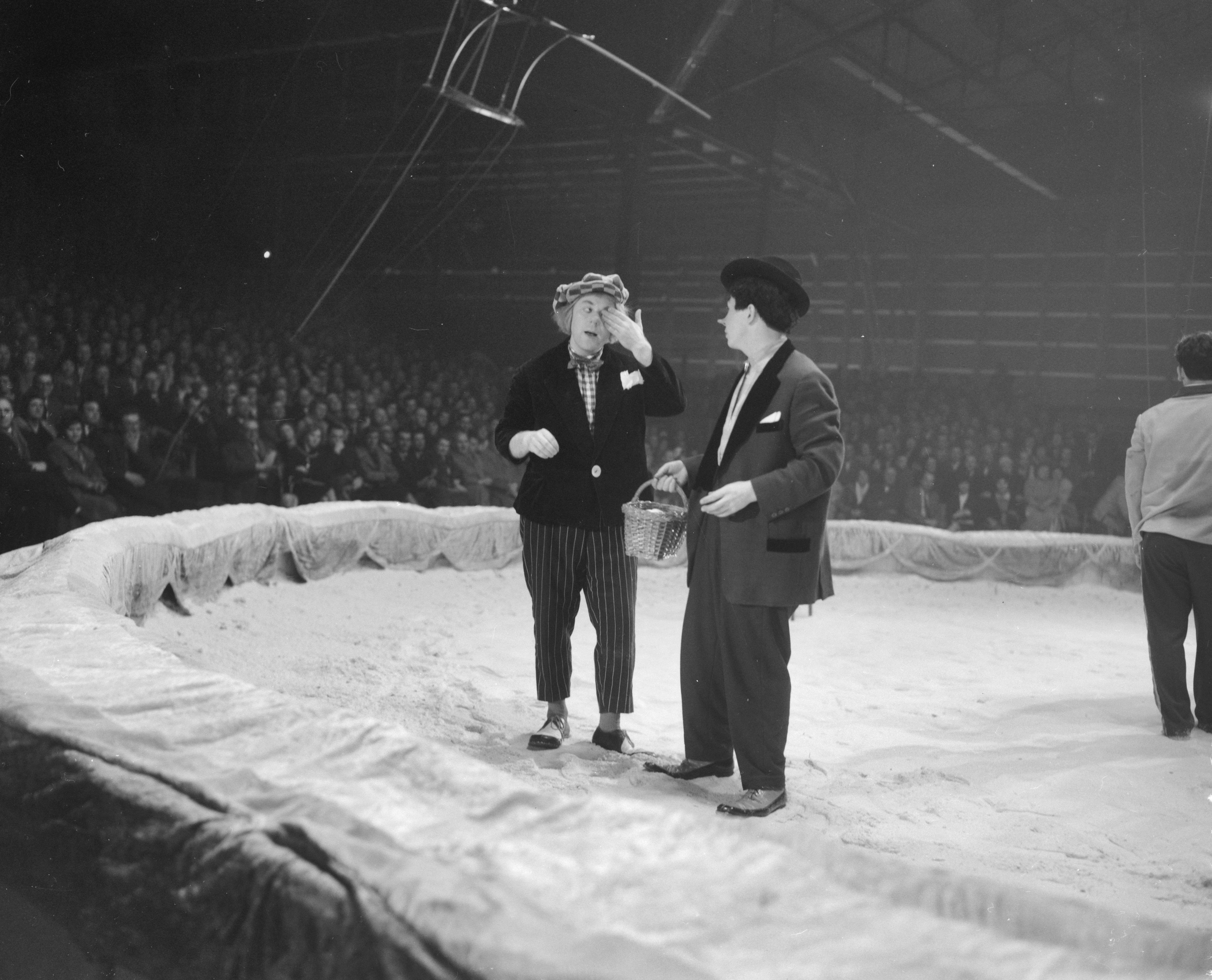
Клоуны (Олег Попов слева) на арене цирка, 1961 год

Особая роль в произведении отводится телевизору, являющемуся для действующих лиц не только техническим устройством, но и своеобразным «окном в мир», жизнь в котором выглядит практически идеальной. Несмотря на то, что реальный мир ни в одной точке не пересекается с иллюзорным, в воображении персонажей они иногда сближаются. Так, Зина в определённый момент начинает мысленно «примерять» на себя костюм цирковой артистки («А это кто — в короткой маечке? / Я, Вань, такую же хочу»), однако её мечта о соприкосновении с другой реальностью тут же пресекается суровой отповедью мужа: «К тому же эту майку, Зин, / Тебе напяль — позор один, / Тебе шитья пойдёт аршин — / Где деньги, Зин?». При этом включённые в песню просторечные слова и выражения («хлебал бензин», «отстань», «обидеть норовишь») не кажутся в контексте диалога излишне экспрессивными — они звучат органично, потому что являются частью привычного, повседневного языка героев. Во время просмотра телепередачи они успевают обсудить немало актуальных тем, однако общий итог беседы исследователи расценивают как «коммуникативный провал». Супруги, имея массу претензий друг к другу, отнюдь не стремятся прийти к согласию; их диалог — это, по сути, «разговор „глухих“».
Герои произведения общаются без посредничества автора, однако в песне всё-таки чувствуется тот «горький комизм», с которым Высоцкий относится к своим персонажам. По словам литературоведа Владимира Новикова, поэт в данном случае выступает как «сатирик гоголевского типа», поэтому семейная история Вани и Зины излагается им сквозь «видимый миру смех» и «неведомые ему слёзы».

Не «снисходительное соучастие», не «грубоватый флирт», а человеческое сочувствие, сознание близости и сопричастности судьбам персонажей, что вовсе, как ни парадоксально, не противоречит остроте и остроумию обнажения убогости и грустного комизма жизни, — вот «внутреннее бытие» поэта в этом стихотворении. <…> Как знакомо, как больно, как по-русски смешно все это было автору «Диалога у телевизора»: «Я предпочитаю традицию русскую, гоголевскую — смех сквозь слезы. Хохочешь, а на душе кошки скребут».

## Приметы времени
Как отмечают исследователи, поэтический мир Высоцкого насыщен большим количеством примет, символов, ассоциаций и бытовых подробностей, дающих представление об общественных настроениях в СССР в 1960—1970 годах, — не случайно одна из работ, посвящённых творчеству поэта, называется «Высоцкий как энциклопедия советской жизни». Её авторы Андрей Крылов и Анатолий Кулагин, как и другие текстологи, подробно комментируют отдельные фрагменты «Диалога у телевизора» и дают пояснения тем понятиям, которые являлись элементами повседневного обихода современников Высоцкого.

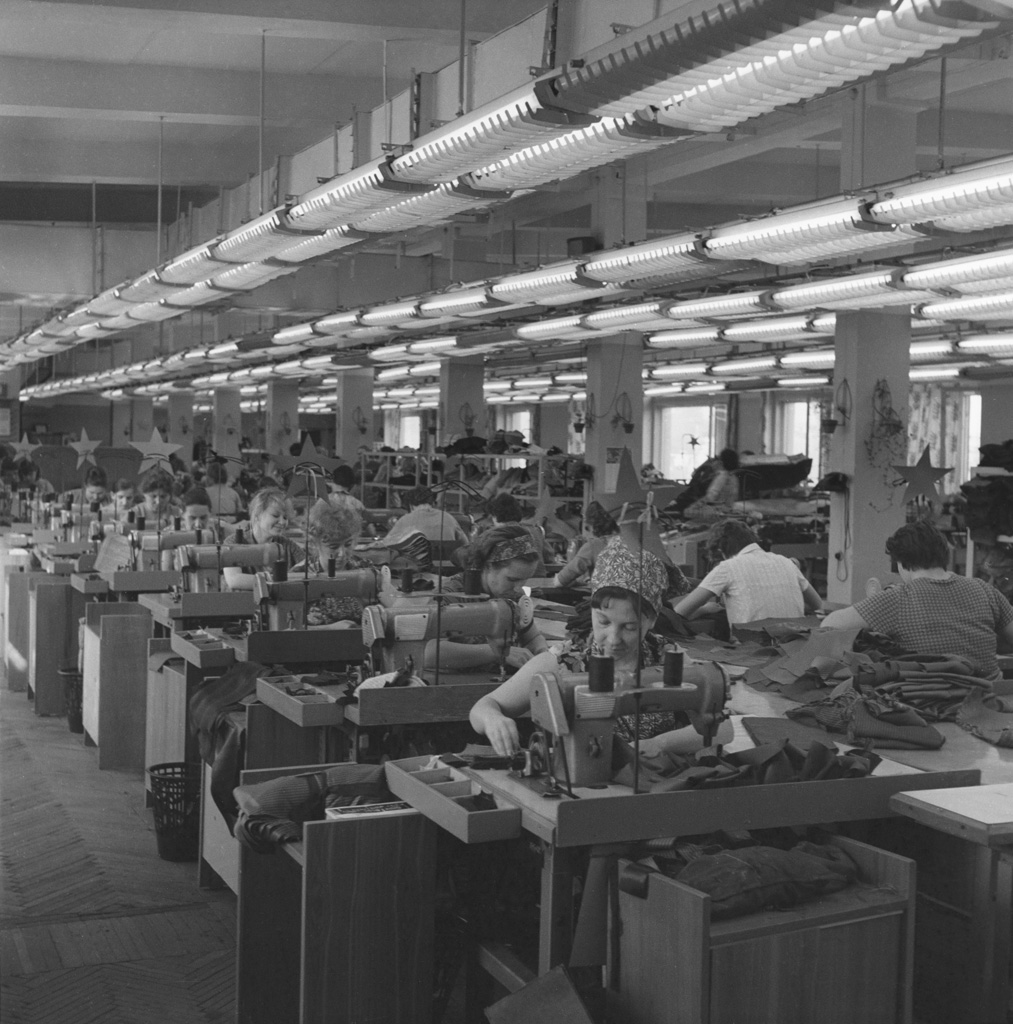
Швейная фабрика в Москве, 1967 год

Так, в строчках «Ой, Вань, гляди, какие клоуны! / Рот — хоть завязочки пришей… / Ой, до чего, Вань, размалеваны, / И голос — как у алкашей!» присутствует отсылка к творчеству популярных в 1970-х годах клоунов Олега Попова и Юрия Никулина, работавшего в связке с эксцентриком Михаилом Шуйдиным. Олег Попов часто выступал с нанесённой гримом широкой гипертрофированной улыбкой, а Юрий Никулин был известен образом жулика и пьяницы Балбеса из популярных комедий Леонида Гайдая («Самогонщики», «Операция „Ы“ и другие приключения Шурика», «Кавказская пленница») и Евгения Карелова («Семь стариков и одна девушка»).
Следующая реплика Зины («Ой, Вань, гляди, какие карлики! / В джерси одеты, не в шевьёт, — / На нашей Пятой швейной фабрике / Такое вряд ли кто пошьёт») содержит термины, связанные с модой того времени. Так, «джерси» — это название тягучей мягкой шерстяной ткани, широкому распространению которой поспособствовала Коко Шанель. «Шевьёт» — правильно шевиот — одноцветная плотная ткань (серая, чёрная, синяя), преимущественно использовавшаяся для шитья верхней одежды. Пятая швейная фабрика, на которой работает героиня, ранее именовалась Московской ордена Трудового Красного Знамени швейной фабрикой № 5 имени Профинтерна; в описываемый период предприятие располагалось в Малом Каретном переулке, неподалёку от дома на Большом Каретном, где жил автор песни. На этой фабрике работала Р. М. Климова — соседка Высоцкого в 1938—1947 годах.
Отсылка к актуальным модным веяниям обнаруживаются и в Ванином ответе супруге: «Мои друзья — хоть не в болонии, / Зато не тащут из семьи». В СССР второй половины XX века плащи и дождевики из «болонии» — капроновой ткани с односторонним водонепроницаемым покрытием — считались «эталоном городской элегантности». С жизнью Зининой фабрики, возможно, связана и реплика: «А у тебя подруги, Зин, // Все вяжут шапочки для зим» — здесь упоминается наказуемый по Уголовному кодексу РСФСР (статья «Частное предпринимательство») вид дополнительного заработка для пополнения скудного семейного бюджета. В условиях тотального дефицита, в том числе и пряжи для вязания, её источником могло быть хищение с производства.
Фразы из диалога супругов «И пьют всегда в такую рань / Такую дрянь!», «А гадость пьют — из экономии: / Хоть поутру — да на свои!», «Так тот — вообще хлебал бензин» воссоздают советские реалии 1970-х годов, когда существовали государственная монополия на изготовление алкогольных напитков и уголовное наказание за самогоноварение. Из-за дороговизны спиртного, реализуемого государством, и ограничений его продажи, в качестве заменителей широко употреблялись не только духи и одеколоны, но и различные суррогаты, полученные путём переработки из очистителей окон, денатурата, клея «БФ-6» и другого. Подобные продукты носили названия «бензоконьяк» (смесь, полученная смешиванием бензина со спиртом с дальнейшим поджиганием), «ликёр „Шасси“» из авиационных ингредиентов и прочие.

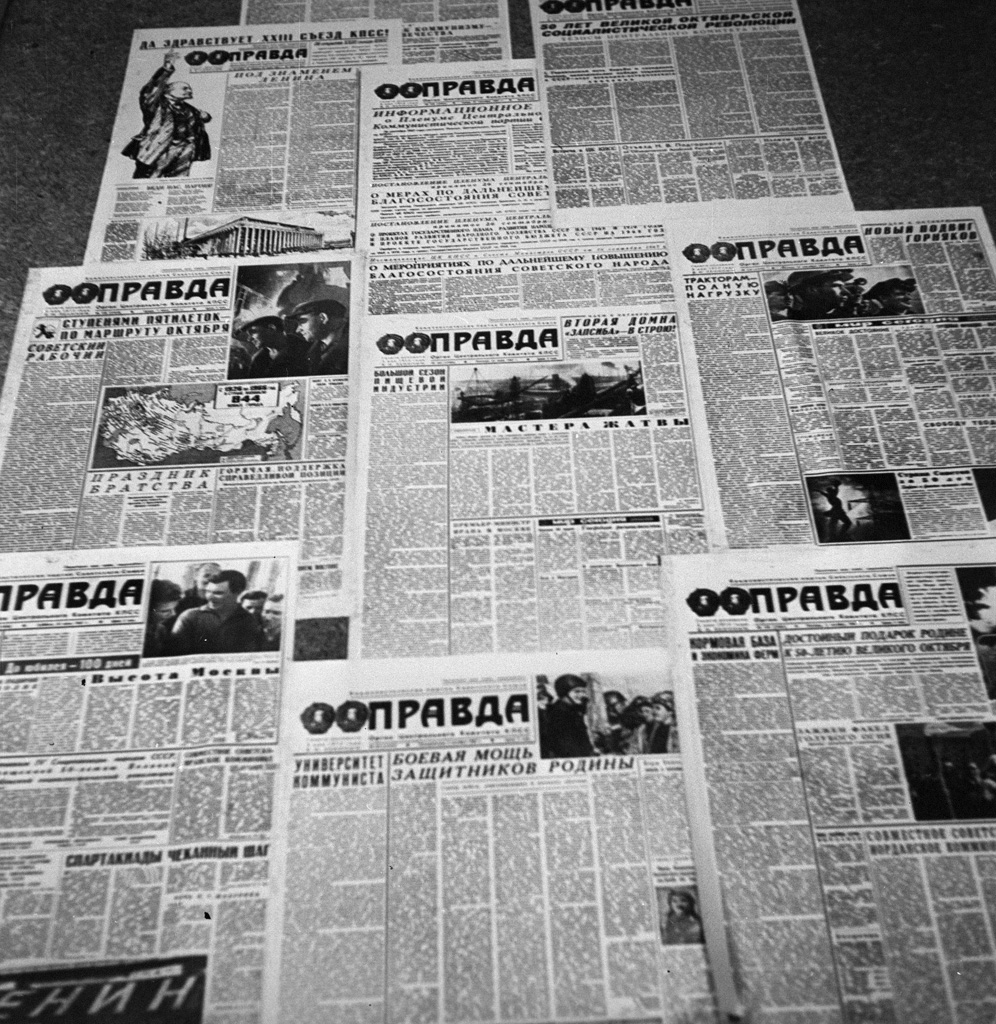
Газета «Правда», 1968 год

Гневная реакция Вани в ответ на просьбу Зины о покупке маечки («Накрылась премия в квартал! / Кто мне писал на службу жалобы? / Не ты?! Да я же их читал!») выводит на тему практиковавшихся в Советском Союзе обсуждений нравственного облика граждан на общих собраниях предприятий. Партийные и профсоюзные организации заводов и фабрик выносили на повестку дня рассмотрение неблаговидного, с точки зрения советской морали, поведения отдельных членов трудового коллектива; результатом таких публичных слушаний порой становилось наказание в виде лишений премий, «общественных порицаний», выговоров и т. п. По словам Анатолия Кулагина, «интимная жизнь советского человека была насквозь просвечена — подобно тому как жили за стеклянными стенами герои романа-антиутопии Евгения Замятина „Мы“».
В Зининой реплике «Ой, Вань, умру от акробатиков! / Смотри, как вертится, нахал! / Завцеха наш — товарищ Сатиков — / Недавно в клубе так скакал» обыгрывается, по мнению исследователей, созвучие фамилии «завцеха» Сатикова с фамилией Павла Сатюкова, работавшего в 1956—1964 годах главным редактором газеты «Правда», а с 1971 года возглавлявшим редакцию научно-популярных и учебных программ Центрального телевидения СССР. Мероприятие, упоминаемое героиней, возможно, проходило в клубе имени Надежды Крупской, размещавшемся в здании «Пятой швейной фабрики».
В одном из вариантов песни содержатся строки: «У нас в кафе молочном „Ласточка“ / Официантка может так». Текстологи отмечают, что под молочным кафе подразумевается распространённый ранее вид заведений общепита со специфическим меню, где продажа спиртного была запрещена, в отличие, например, от кафе-мороженого, где разрешалось продавать шампанское и коньяк.
Ванино требование «Послушай, Зин, не трогай шурина: / Какой ни есть, а он — родня» касается не только конкретной семейной ситуации, но общего крушения родственных связей; этому явлению Высоцкий посвятил целый цикл произведений. Как отмечает исследователь Людмила Томенчук, «Диалог у телевизора» малозаметной деталью выразительно демонстрирует ещё один пример этой утраты: 

Пытаясь уязвить мужа, Зина не щадит собственного брата (говоря о нём шурин, она оставляет в тени собственное кровное родство с ним, подчеркивая его «алкогольное» родство со своим мужем). Но что ещё важнее, пьяное родство оказывается крепче: пьянчугу защищает не сестра, а другой пьяница, для которого он оказывается роднее собственной жены.

## Первые издания, записи, исполнения, переводы, отзывы

Обложка альманаха «Метрополь» с первым официальным (с разрешения автора) изданием стихотворения «Диалог у телевизора»

Первое концертное исполнение песни было зафиксировано в январе 1973 года на концерте в Ленинграде. 8 октября 1974 года труппу Театра на Таганке, гастролировавшую в Ленинграде, пригласили на телевидение. У Высоцкого появилась одна из редких в те годы возможностей выступить для широкой аудитории. Организаторы передачи и режиссёр театра Юрий Любимов предоставили ему больше эфирного времени, чем другим членам труппы. Высоцкий исполнил три свои песни — «Мы вращаем Землю», «Балладу о короткой шее» и «Диалог у телевизора», а также «Песню акына» на стихи Андрея Вознесенского. Кроме того, Высоцкий прочитал стихотворение Вознесенского «Провала прошу, провала…». Сохранились фонограмма того вечера и фрагмент видеозаписи исполнения Высоцким песни «Диалог у телевизора».
В сентябре 1975 года, во время гастролей Театра на Таганке в Болгарии, Высоцкий был приглашён на радио Софии. Там он записал в одной из студий диск для фирмы грамзаписи «Балкантон». Гастроли состоялись по приглашению Людмилы — дочери генерального секретаря ЦК Болгарской коммунистической партии Тодора Живкова. Запись из-за занятости Высоцкого состоялась ночью, без репетиций, за один дубль. На студию Высоцкого с аккомпаниаторами на машине привёз муж Людмилы — руководитель болгарского телевидения Иван Славков. В те времена, по воспоминаниям очевидцев, организация подобных мероприятий была невозможна без одобрительных санкций самых высоких чиновников. Эта запись песен Высоцкого, в том числе и «Диалога у телевизора» с гитарным аккомпанементом коллег по театру Дмитрия Межевича и Виталия Шаповалова, впервые была выпущена на болгарской пластинке «Автопортрет» в 1981 году в сокращённом варианте, а позднее, в 1999 году, вышла в России на одноимённом CD компании SoLyd Records с авторскими комментариями поэта.
Текст «Диалога» был напечатан при жизни поэта в 1977 году в Париже в сборнике «Песни русских бардов», а осенью того же года песня вышла в записи на пластинке «Натянутый канат» (фр. La corde raide). В 1978 году фрагмент песни «Диалог у телевизора» был исполнен Кирой Смирновой, игравшей роль одной из героинь (старухи Маланьи) в фильме «Шла собака по роялю». В 1979 году стихотворение было опубликовано в первом, скандальном выпуске альманаха «Метрополь», выпущенном американским издательством «Ардис». В альманах вошло двадцать стихотворений поэта. По свидетельству одного из составителей сборника Евгения Попова, Высоцкий принял активное участие в подготовке своих текстов к публикации и очень серьёзно отнёсся к выбору лучших вариантов, правкам и изменениям некоторых строк.
В СССР песня впервые была издана в сборнике «Нерв» в 1981 году. В 1985 году она в авторском исполнении прозвучала в одной из серий фильма «Противостояние», а пять лет спустя фирма «Мелодия» выпустила песню на пластинке «Затяжной прыжок» (двенадцатой из серии «На концертах Владимира Высоцкого», М60 49341 006) в записи 1976 года. Последнее публичное исполнение песни датируется 30 августа 1979 года.
В 1983 году стихотворение было переведено на румынский язык и опубликовано в бухарестском журнале иностранной литературы «Secolul 20» (перевод Мадлэн Фортунеску). С 1990-х годов песня в переводе Милана Дворжака на чешский язык вошла в репертуар Яромира Ногавицы.
«Диалог» был достаточно тепло принят современниками поэта. Так, Наум Коржавин, оговаривая, что готов слушать далеко не все песни Высоцкого, признавался, что ему нравится «бытовая драма» про Ваню и Зину. По словам художника Михаила Шемякина, его знакомство с Высоцким произошло во Франции, где в старинном особняке на улице Гренель для гостей состоялся «концерт-спектакль одного актёра». Об исполненном в тот вечер «Диалоге у телевизора» Шемякин писал как о произведении, в котором зрители увидели «уникального „пересмешника“, наблюдательного, тонкого, ироничного и доброго». Актёр и режиссёр Анатолий Васильев рассказывал, что «Диалог у телевизора», спонтанно исполненный однажды Высоцким во время спектакля «Антимиры» в Театре на Таганке, вызвал шквал аплодисментов в зале и некоторое недоумение у коллег на сцене, воспринявших внеплановый «номер» как стремление «тянуть одеяло на себя».

## Варианты песни

Рабочий автограф песни «Диалог у телевизора»

Высоцкий стремился к постоянному совершенствованию своих произведений, поэтому до текстологов дошли многочисленные варианты его песен. Как отмечают исследователи творчества поэта, обычно его работа делилась на два основных этапа. Написанием рукописного текста заканчивался лишь первый из них. Поскольку Высоцкий при создании произведений рассчитывал именно на слушателя, а не на читателя своих произведений, то большинство его автографов носит автокоммуникативный характер, то есть они предназначены для собственного использования. Зачастую в них отсутствуют знаки препинания (или присутствуют избыточные), рукописи изобилуют собственными условными обозначениями, в них в авторском видении выстраиваются строфы. Часты случаи написания «вариантов к вариантам».

Фрагмент автографа песни «Диалог у телевизора»

С момента, когда текст становился песней, начинался второй этап. От исполнения к исполнению, включая мини-концерты перед друзьями и близкими, поэт мог вносить правки в текст произведения. На это сознательное предложение слушателю разных «концертных номеров» сетовал Александр Галич, который, тепло отзываясь о Высоцком, тем не менее считал, что тот не всегда требовательно относится к своему репертуару (причиной высказывания Анатолий Кулагин и Андрей Крылов считают обнародование «явно сырых и малоудачных произведений»). Зачастую поздние изменения текста на бумаге не фиксировались, поэтому при наличии массы фонограмм, как любительских, так и профессиональных, а также разного времени записи у слушателей порой складывалось ложное впечатление о том, что одну и ту же песню автор мог петь от исполнения к исполнению в разных текстовых вариантах — в зависимости от своего настроения или состава аудитории. Исследователи отмечают, что это ложный вывод, основанный на разном, хаотичном времени дохождения более ранних или более поздних фонограмм до слушателей. Если Высоцкий менял слова или строфы в своих песнях, то обычно к старому варианту не возвращался. Он мог по-разному — музыкально или исполнительски — преподносить произведение аудитории, но чаще в последнем текстовом варианте.
В первых редакциях «Диалога у телевизора» присутствовали заключительные строфы: «Ого, однако же — гимнасточка! / Глянь, что творит — хотя в летах, — (вариант: „Гляди-ка ноги на винтах“) / У нас в кафе молочном „Ласточка“ / Официантка может так. / А у тебя подруги, Зин, / Все вяжут шапочки для зим, — / От ихних скучных образин / Дуреешь, Зин! / — Как, Вань, — а Лилька Федосеева, / Кассирша из ЦПКО? / Та, у которой новоселие… / Она — так очень ничего!.. / А чем ругаться, лучше, Вань, / Поедем в отпуск в Еревань!.. / Ну что „отстань“ — всегда „отстань“, — / Обидно, Вань!». При исполнении этого варианта третью и четвёртую строфу Высоцкий иногда пел от имени Зины, а не Вани. Ранний вариант про «пьющего бензин» грузина был заменён в более поздних версиях на «приятеля с завода шин». Как вспоминал Всеволод Абдулов, Высоцкий объяснил причину изменений так: «Ну какой грузин будет хлебать бензин?».
В черновиках, которые изучались высоцковедами Аркадием Львовым и Александром Сумеркиным, были обнаружены и впоследствии опубликованы строфы из набросков песни: «Она ж сорвется с этих лавочек! / Ну, тренер — змей, ну, ты хорош! / Сейчас ведь хрустнет эта каучук — / Гляди, согнулась, как галош! / — Далась же, право, эта каучук. / Ой! Вань! Собачки на тросе! / Давай возьмем одну из шавочек. / Она отдаст, зачем ей все!». В интервью Борису Акимову и Олегу Терентьеву поэт рассказывал, что этот вариант также содержал строфы «Я, Ваня, страсть люблю чернявеньких…» и относился к «неприличному» варианту песни, который он не пел.

## Художественные особенности

### В контексте поэтических циклов Высоцкого
Исследователи полагают, что «Диалог у телевизора» может быть включён в самые разные поэтические циклы Высоцкого. Прежде всего речь идёт о группе сатирических произведений, в которой выделяется направление, связанное с социально-бытовой тематикой. Оговаривая, что подобная классификация весьма условна, а границы критериев зыбки и размыты, высоцковеды тем не менее ставят историю про Ваню и Зину в один ряд с такими стихотворными текстами, как «Товарищи учёные», «Семейные дела в Древнем Риме» и «Песня завистника».

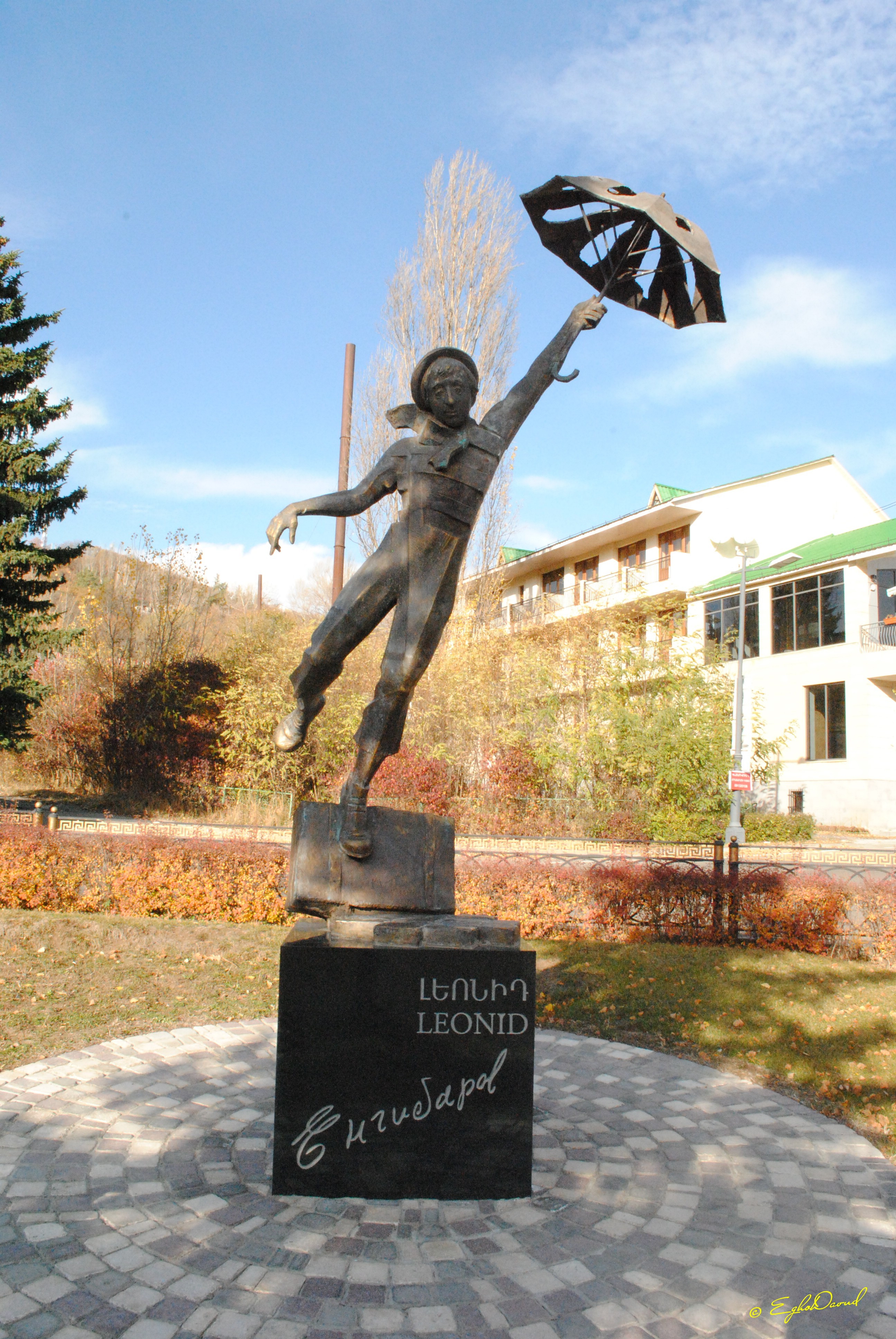
Памятник Леониду Енгибарову

К разработке темы, связанной с супружескими отношениями, поведением «мужчины и женщины в различные эпохи», Высоцкий приступил за несколько лет до написания «Диалога», когда начал создавать цикл «История семьи». Представляя слушателям сочинённую в 1969 году песню «Про любовь в каменном веке» («А ну, отдай мой каменный топор! / И шкур моих набедренных не тронь! / Молчи, не вижу я тебя в упор. / Сиди вон — и поддерживай огонь!»), поэт отмечал, что в названии цикла присутствует пародийная отсылка к работе Фридриха Энгельса «История семьи, частной собственности и государства», входившей во все вузовские программы того времени. Сама идея произведения про любовь пещерных людей могла быть навеяна городским фольклором — в частности, известными с начала 1950-х годов вариациями куплетов «Помнишь мезозойскую культуру?» («В дымном полусумраке пещеры, / Где со стенок капала вода, / Анекдот времен архейской эры / Я тебе рассказывал тогда»).
Мнения исследователей о том, следует ли включать «Диалог у телевизора» в цикл «История семьи», расходятся. К примеру, филолог М. В. Зайцева считает, что в рамках «гипотетического высоцковедения» условная «семейная серия» должна быть расширена и состоять из произведений, написанных как до 1969 года (например, «Она во двор — он со двора»), так и значительно позже («Диалог у телевизора»). С этим подходом не согласен Анатолий Кулагин, полагающий, что упомянутые стихотворные тексты разнятся по поэтике. При этом литературовед не исключает, что диалоговая форма куплетов про мезозойскую культуру могла определённым образом повлиять и на песню про Ваню с Зиной, и на другие произведения Высоцкого, созданные в подобном жанре.
Развлекательное представление на арене, за которым наблюдает супружеская чета, стало поводом для включения «Диалога у телевизора» в так называемый «цирковой цикл» Высоцкого. Исследователи сопоставляют персонажей, следящих за выступлением клоунов и акробатов со стороны, с человеком, живущим внутри этого действа, — речь идёт о герое стихотворения «Енгибарову — от зрителей».
По воспоминаниям Марины Влади, работавший «в минорных тонах» Леонид Енгибаров был одним из любимых артистов Высоцкого: «Он тоже своего рода поэт, он заставляет смеяться и плакать». «Грустный клоун» в посвящённом ему произведении «воровал» у зрителей «грустные минуты». Все украденные у публики мгновения шут уносил с собой за кулисы — и эта ноша оказалась для 37-летнего клоуна неподъёмной (Енгибаров умер в 1972 году, в тот же день, что и Высоцкий, — 25 июля). У Вани и Зины восприятие циркового представления также строится на уровне мгновения, однако спонтанность их реакций и ассоциаций («А тот похож — нет, правда, Вань, — / На шурина — такая ж пьянь») наивна и нелепа — персонажи способны оценивать искусство исключительно через «свой собственный быт».
Вопрос о включении «Диалога у телевизора» (как и некоторых других произведений поэта) в различные тематические циклы является в высоцковедении дискуссионным. Так, филолог В. А. Гавриков в работе, посвящённой циклизации у Высоцкого, отмечает, что появление истории про Ваню и Зину в «цирковом цикле» становится поводом для рождения случайных (не всегда имеющих чёткие критерии для объединения) «песенных сообществ»:

Однако с тем же основанием можно его включить в «гендерный цикл», где ведется диалог между субъектом «он» и субъектом «она» — вспомним «Два письма». А можно «Диалог…» приписать к «алкогольному циклу»: «пьянственных» примет там предостаточно.

### Жанровое своеобразие
«…Песня называется „Зарисовка“. Дело происходит в цирке» (июль 1973);
«Диалог в цирке». Или «…у телевизора дома», может быть и так» (декабрь 1973);
«Про любовь современную» (март 1974);
«…По телевизору идёт цирковое представление. У телевизора сидит семья из двух человек» (сентябрь 1975);
«…Я хочу вам спеть песню, шуточную, у которой совсем странная судьба. Сначала я её спел — первый раз, — когда мы ездили на КАМАЗ. Написана вообще она в целях борьбы с зелёным змием. Не с борьбой, а со змием. И поэтому, конечно, моя песня немножко устарела, вероятно, но я её всё-таки пою. <…> Спел я её там несколько раз. имела она большой успех. И тогда мы её взяли в наш спектакль, который назывался „Антимиры“. И Вознесенский тоже не возражал. Но там я её исполняю с актрисой с нашей…» (февраль 1976);
«Это не в цирке, а у телевизора. В цирке нельзя сбегать в магазин — не пустят обратно…» (март 1977);
«Ну, я думаю, что лучше «…у телевизора». Всё-таки они дома сидят» (апрель 1978).
В «Диалоге у телевизора» в полной мере воплощено драматургическое мышление автора. Являясь по сути миниатюрной пьесой, это произведение по жанру близко популярным в середине XX века злободневным комическим куплетам, которые исполнялись участниками эстрадного музыкального дуэта «Шуров и Рыкунин». В то же время любые, даже гипотетические попытки поделить песню про Ваню и Зину на двух исполнителей обречены на неудачу, считают высоцковеды Андрей Скобелев и Сергей Шаулов. Несмотря на принадлежность к драматическому роду, «Диалог» сохраняет в себе черты лирического произведения и содержит проникновенное авторское начало: «Поэтому так интересен автор-исполнитель, мастерски интонирующий партии персонажей, меняющий тембр голоса, постоянно раздваивающийся, но — единый». По мнению главного научного сотрудника сектора литературоведения Института филологии СО РАН Юрия Шатина, лёгкость и непринуждённость, с которой общаются между собой герои Высоцкого, связаны с умением поэта воспроизвести житейскую ситуацию в соответствии с канонами «сократического диалога».

Высоцкий возвращает диалогу утраченную функцию — каждая деталь актуализируется в процессе поступательного движения, обостряя художественный интерес к ней как таковой. Но сам диалог опрокинут в речевую стихию обыденного сознания. Если в платоновском диалоге действуют Сократ, Парменид, Тиней, то у Высоцкого — Лилька Федосеева, завцеха Сатюков, какой-то грузин, наконец, Ваня и Зина, главные говорящие персонажи.
Близость «Диалога у телевизора» к античным формам проявляется даже на лексическом уровне. Демонстрируя это, филолог Р. Л. Лобастов приводит в пример реплику Крития из византийского сатирического диалога «Патриот, или Поучаемый». Обращаясь к собеседнику, герой произносит: «Помолчи немного и оставь меня в покое, Триефонт, право же, потом я не обойду тебя вниманием». Аналогичным образом, но уже на современном бытовом языке, реагирует на претензии своей супруги и Ваня: «Уж ты б, Зин, лучше помолчала бы — / Накрылась премия в квартал».
История Вани и Зины — далеко не единственное произведение Высоцкого, в основу которого положен диалог либо дана явная установка на понимающего собеседника. По своей поэтике оно близко таким песням, как «Инструкция перед поездкой за рубеж», «Письмо рабочих Тамбовского завода китайским руководителям», «Милицейский протокол». Отдельно исследователи выделяют «Письмо на выставку» и «Письмо с выставки», представляющие собой переписку супругов. Как и в «Диалоге у телевизора», инициатором общения здесь является жена, наставляющая уехавшего на ВДНХ мужа: «Ты уж, Коля, там не пей, потерпи до дома». Коля в ответ даёт своеобразный отчёт: «Водки я пока не пил — ну ни стопочки!». Этот «эпистолярный контакт», когда одна и та же ситуация рассматривается с разных ракурсов, сродни разговору, который ведут Ваня и Зина.

### Литературные и фольклорные параллели
В числе авторов, произведения которых Высоцкий хорошо знал с юношеских лет, был, по утверждению Игоря Кохановского, писатель Михаил Зощенко. Его влияние (ироничная сказовая манера; ролевые маски, отделяющие автора от героев; простонародная речь персонажей) обнаруживается уже в раннем творчестве поэта, начиная с песни «Татуировка». В письмах близким Высоцкий, рассказывая о делах, порой воспроизводил слегка видоизменённые цитаты из Зощенко. Так, исследователи считают, что фраза, присутствовавшая в одном из писем к жене Людмиле Абрамовой («Это они сделали вид, что ничего страшного, а в душе затаили некоторое хамство») не только является прямой отсылкой к рассказу Зощенко «Монтёр» («…в душе затаил некоторую грубость»), но и служит своеобразным предисловием к появлению строчки «Ты, Зин, на грубость нарываешься!». Разница в изображении бытовых ситуаций заключается в том, что у писателя герои порой безобразны, в то время как у поэта те же Зина с Ваней скорее смешны и нелепы, чем уродливы.

Возможно, это связано с тем, что для Зощенко его герои — люди иной культуры, в то время как для Высоцкого — той же самой, он пытается понять их, не противопоставляя себя им. В результате его «диалог с обыденным сознанием» (В. Толстых) не оборачивается осуждением или осмеянием, а помогает понять, что и оно имеет право на существование.
Почти каждый куплет «Диалога», начиная от зачина, представляет собой ту или иную вариацию Зининого восклицания, обращённого к мужу: «Ой, Вань! Смотри, какие клоуны!». Все эти реплики, вероятно, восходят к популярному во второй половине 1950-х годов образцу дворового фольклора «Королева Непала», содержавшему, в частности, строки: «Вась, посмотри, какая женщина, / Вась, ведь она стройнее кедра. / Вась, почему она обвенчана / С королём по имени Махендра?». Кроме того, в сюжете «Диалога» исследователи усматривают определённое влияние написанного в 1961 году стихотворения Андрея Вознесенского «Живёт у нас сосед Букашкин», включённого в сборник «Антимиры»: «Зачем среди ночной поры / встречаются антимиры? / Зачем они вдвоём сидят / и в телевизоры глядят?». Сам Высоцкий, представляя в апреле 1978 года произведение на одном из концертов, провёл параллель между персонажами «Диалога» и героями фокстрота Фанни Гордон, входившего в начале 1930-х годов в репертуар Леонида Утёсова и Петра Лещенко: «Сидят, значит, как „У самовара я и моя Маша“, — помните, да? Вот, там сидят Зина и Ваня у телевизора».
Открытым остаётся вопрос о возможном взаимном влиянии «Диалога у телевизора» и «Парадного подъезда» Александра Дольского. По свидетельству современников Высоцкого, двух авторов-исполнителей связывали не самые лучшие отношения. Так, во второй половине 1960-х годов Дольский написал «Разбойника-Орфея», являющегося пародией на «Песню-сказку про нечисть» и содержащего строки: «Колотил он по гитаре нещадно, / Как с похмелья леший бьет в домино. / И басищем громобойным, площадным / Так ревел примерно все в до минор. / Смачно, аж жуть». Высоцкий, отвечая на вопросы аудитории в геоклубе МГУ (1978) о пародиях Дольского, заметил, что их «пишут, когда сами не могут». Сохранились также воспоминания очевидцев, согласно которым поэт, находясь в Ленинграде, весьма едко характеризовал своего коллегу. В числе песен Дольского, носящих, как пишет исследователь Андрей Сёмин, «явно подражательный Высоцкому характер», выделяется «Парадный подъезд» («Не ставь на подоконник, Валя, / Жильцы тут ходят, засекут. / Вот видишь? Пусть проходит краля, / Ну подожди хоть пять минут»). Однако это произведение, по данным некоторых источников, было написано за год до появления «Диалога у телевизора».

## Музыка и исполнение
Мелодия песни — речитатив, характерный для ранних песен Высоцкого (таких, как «Красное, зелёное», «Нинка-наводчица») и свойственный произведениям фельетонного характера (например, «Песня завистника»). Наум Шафер проводит параллели между песней Высоцкого и ранней опереттой Исаака Дунаевского «Женихи», называемой «первой советской опереттой». Дуэт Аграфены и маркёра из этого произведения был, по его свидетельству, «остроумен, сатиричен, эффектен, мелодически заразителен…» и стал едва ли не обязательным номером для «сборных» концертов артистов музыкальных театров. Прелесть этого номера-дуэта, по его мнению, в том, что «пародируя популярные бытовые интонации и заставляя своих героев изъясняться при помощи избитых музыкальных фраз, композитор подчеркивает стандартность их мышления и чувств, их обывательский кругозор и духовную неполноценность». Так же, по мнению Шафера, поступает и Высоцкий в песне «Диалог у телевизора». В качестве иллюстрации он приводит отчитывающую реплику Вани в адрес Зины: «Уж ты бы лучше помолчала бы!», и уточняет, что она звучит под музыкальную фразу из кубинской песни «Кто ты?». В этом он видит особый музыкально-поэтический приём: у «мрачного» героя песни Высоцкого нет своей мелодии в душе, персонаж раскрывается через неразборчивость в музыкальных интонациях и попытках приспособить к своим излияниям «попавшийся под руку» зарубежный шлягер.
«Диалог у телевизора» Высоцкий исполняет на два голоса. По мнению высоцковедов, исполняя эту песню, поэт мастерски выполняет функции и актёров, и режиссёра, превращая её в спектакль. «Диалог» звучит «неподражаемо» — как дуэт.

## Актуальность. Социально-культурное влияние
Согласно опросу, проведённому специалистами ВЦИОМ в 1997 году среди жителей российской столицы, в конце XX века «Диалог у телевизора» входил (наряду с «Охотой на волков» и «Песней о друге») в число их любимых произведений Высоцкого; трём названным песням отдали предпочтения москвичи с высшим образованием, а также домохозяйки из числа жён руководителей. Летом 2015 года опрос, связанный с творчеством Высоцкого, провела в 46 регионах России негосударственная исследовательская организация «Левада-Центр». Респонденты, которым предложили назвать любимые произведения, включили «Диалог» в пятёрку наиболее узнаваемых песен поэта.
Свидетельством того, что «Диалог у телевизора» обрёл популярность ещё при жизни автора, является эпизод из художественного фильма Владимира Грамматикова «Шла собака по роялю» (1978), в котором прибывший в деревню фольклорист Чиж обращается к местной жительнице — бабке Маланье — с просьбой спеть старинную песню, входившую в репертуар её родителей и дедов. Та исполняет «А у тебя и правда, Вань». Когда собиратель народного творчества замечает, что «это современное, это Высоцкий», деревенская певунья отвечает, что её дед «это и пел. Он Высоцкому знакомый был».
Исследователи, говоря о влиянии «Диалога» на массовое сознание, отмечают, что песня, рассказывающая о Ване и Зине, за десятилетия разошлась на цитаты, став «частью народной фразеологии», — речь идет о репликах «Послушай, Зин, не трогай шурина», «Гляди, дождешься у меня» и других. По количеству ушедших в повседневный обиход афоризмов произведение Высоцкого сопоставимо с грибоедовской комедией «Горе от ума». По словам режиссёра Юрия Любимова, народ начал говорить фразами Высоцкого, а такие обращения, как «Ты, Зин, на грубость нарываешься», стали элементом современного фольклора: «То есть он, как Грибоедов, входит в пословицы». Искусствовед Наталия Рубинштейн отмечает, что в превратившейся в поговорку Ваниной тираде «Придёшь домой — там ты сидишь» воплощено «исторически накопленное советским человеком семейно-коммунальное раздражение против ближнего».
Анализ газетно-журнальных заголовков, сделанный исследователями в 2000—2006 годах, выявил, что одним из лидеров по цитируемости является выражение «Где деньги, Зин?», включённое в названия различных публикаций дословно или в трансформированном виде более 130 раз. Печатные средства массовой информации активно использовали и такие предложения из текста «Диалога», как «Гляди, какие клоуны/карлики!», «Я, Вань, такую же хочу!», «А гадость пьют — из экономии», «На грубость нарываешься», «Обидно, Вань!».

Причины и условия, обеспечившие переход песенных цитат Высоцкого в состав крылатых единиц, многообразны. Во-первых, за каждой из этих цитат стоял сверхпопулярный автор. Абсолютное большинство слушателей и зрителей осознавало незаурядность личности певца, поэта и актера. Во-вторых, сама песня — произведение малой формы — могла многократно исполняться, тиражироваться через грампластинки и магнитофонные записи, быть постоянно «на слуху». В-третьих, быстрое освоение этих цитат носителями языка облегчалось разговорно-просторечным их оформлением.
Исследователи обнаруживают определённую близость между структурой песен-диалогов Высоцкого (в том числе «Диалогом у телевизора») с включёнными в них «элементами речевых жанров стенограммы» и отдельными произведениями Александра Башлачёва, в которых присутствуют «стилистически маркированная лексика, прямая речь, имена собственные, отражающие характер эпохи». Влияние «Диалога» прослеживается и в творчестве другого рок-исполнителя — Виктора Цоя; речь, в частности, идёт о четвёртом студийном альбоме группы «Кино» «Это не любовь», где несколько песен исполняется «в семантически значимых низких или высоких тональностях, разным тембром голоса», с использованием масок различных персонажей: «Получается театрализованное с помощью голоса исполнение».
«Диалог у телевизора» рекомендован к факультативному изучению на уроках литературы в российских общеобразовательных школах. Высоцковед Анатолий Кулагин, написавший главу «Авторская песня» для учебного пособия «Русская литература XX века. 11 класс», отмечает, что на занятиях при анализе этой песни следует обратить внимание на «искусство интонации, режиссёрское мастерство поэта». Переведённый текст произведения про Ваню и Зину включён также в вышедший в 2007 году в Чехии «Краткий учебник литературы», в котором среди других советских авторов значится и Высоцкий.

## Комментарии
1. ↑  «Завод шин» — Московский шинный завод — старейшее российское предприятие про производству автомобильных шин[8].
2. ↑  «Короткой маечке» — Высоцкий в одном из своих выступлений объяснил, что так назвал мини-юбку[12].
3. ↑  Шурин — брат жены[20][25].
4. ↑  «Лилька Федосеева» — предположительная аллюзия на Лидию Федосееву-Шукшину, исполнившую роль Тани в фильме «Сверстницы», в котором в 1959 году Высоцкий сыграл первую эпизодическую роль в кино[48].